# Estland van A tot Z

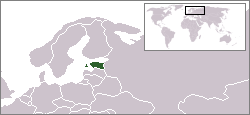
Locatie van Estland

## Aardrijkskunde

### Aardrijkskunde: Eilanden
Abruka -
Aegna -
Estische eilanden -
Harilaid -
Heinlaid -
Hiiumaa -
Hobulaid -
Kassari -
Keri -
Kesselaid -
Kihnu -
Kõinastu laid -
Koipsi -
Loonalaid -
Manilaid -
Muhu -
Naissaar -
Osmussaar -
Pakri -
Piirissaar -
Prangli -
Rammu -
Rohusi -
Ruhnu -
Saaremaa -
Sorgu -
Suurlaid -
Udriku laid -
Vahase -
Vilsandi -
Vohilaid -
Vormsi

### Aardrijkskunde: Gemeenten en plaatsen
Aakre -
Aavere (Väike-Maarja) -
Abja -
Abja-Paluoja -
Abruka (plaats) -
Adavere -
Aegviidu -
Ahja (gemeente) -
Ahja (plaats) -
Äksi -
Ala (Tõrva) -
Alakülä -
Alatskivi (gemeente) -
Alatskivi (plaats) -
Albu (gemeente) -
Allikalahe -
Allikukivi -
Alutaguse -
Ämari -
Ambla (gemeente) -
Anija (gemeente) -
Anija (plaats) -
Anna -
Anseküla -
Antsla (gemeente) -
Antsla (stad) -
Aovere -
Ardu -
Aruküla (Järva) -
Asva -
Atla (Saaremaa) -
Audru -
Austla -
Avinurme (plaats) -
Beresje -
Borrby -
Dirhami -
Elva (gemeente) -
Elva (stad) -
Emmaste (gemeente) -
Emmaste (plaats) -
Eru -
Esiküla -
Haabneeme -
Häädemeeste (gemeente) -
Häädemeeste (plaats) -
Haanja (gemeente) -
Haanja (plaats) -
Haapsalu -
Haapsalu (gemeente) -
Haaslava (gemeente) -
Haaslava (plaats) -
Halinga (gemeente) -
Halinga (plaats) -
Haljala (gemeente) -
Haljala (plaats) -
Hanila (gemeente) -
Hara (Lääne-Nigula) -
Harku (gemeente) -
Harku (plaats) -
Härmä -
Hausma -
Hellamaa (Hiiumaa) -
Hellamaa (Muhu) -
Hellenurme -
Helme (gemeente) -
Helme (plaats) -
Heltermaa -
Hiiessaare -
Hiiu -
Hosby (Lääne-Nigula) -
Hulja -
Hullo -
Hummuli -
Husari -
Hüti (Hiiumaa) -
Iide -
Illuka (dorp) -
Illuka (gemeente) -
Ilmatsalu (dorp) -
Ilmatsalu (vlek) -
Ilpla -
Imavere -
Jämaja -
Järva -
Järva-Jaani (gemeente) -
Järva-Jaani (plaats) -
Järvakandi -
Järvepera -
Järvere -
Jausa -
Jõelähtme (gemeente) -
Jõelähtme (plaats) -
Jõesuu (Tori) -
Jõgela -
Jõgeva (gemeente) -
Jõgeva (stad) -
Jõgeva (vlek) -
Jõhvi (gemeente) -
Jõhvi (stad) -
Juba -
Juuru -
Kaagvere (Kanepi) -
Kaagvere (Kastre) -
Kaali (plaats) -
Kääpa (Mustvee) -
Kääpa (Võru) -
Käärdi -
Kaarli (Mulgi) -
Kaarli (Rakvere) -
Kaarma -
Kaarma-Kirikuküla -
Kabala (Rapla) -
Kadrina (gemeente) -
Kadrina (Lääne-Virumaa) -
Kadrina (Tartumaa) -
Kahkva (Setomaa) -
Kahkva (Võru) -
Kahtla -
Käina (gemeente) -
Käina (plaats) -
Kalana (Põltsamaa) -
Kallaste -
Kalme (Põltsamaa) -
Kamari -
Kambja (gemeente) -
Kambja (plaats) -
Kanapeeksi -
Kanepi (gemeente) -
Kanepi (plaats) -
Kangrusselja -
Karala -
Kärdla -
Karilatsi -
Karitsa (Rapla) -
Karja -
Karjasoo -
Kärkna -
Karksi (gemeente) -
Karksi-Nuia -
Kärla -
Käru (Türi) -
Karula (Haljala) -
Karula (Valga) -
Karula (Viljandi) -
Kasepää (gemeente) -
Kasepää (Mustvee) -
Kasepää (Peipsiääre) -
Käsmu -
Kassari (plaats) -
Kasti (Märjamaa) -
Kasti (Saaremaa) -
Kastre (gemeente) -
Kastre (plaats) -
Kauksi (Põlva) -
Kavastu (Haljala) -
Keedika -
Kehra -
Kehtna (gemeente) -
Kehtna (plaats) -
Keila -
Keila (gemeente) -
Kerema -
Kernu (gemeente) -
Kersleti -
Keskvere (Lääne-Nigula) -
Kihelkonna (gemeente) -
Kihelkonna (plaats) -
Kiideva -
Kiidjärve -
Kiili (gemeente) -
Kiili (plaats) -
Kiiu -
Kilingi-Nõmme -
Kiltsi (Haapsalu) -
Kiltsi (Väike-Maarja) -
Kirikuküla (Antsla) -
Kirikuküla (Tõrva) -
Kirumpää -
Kiviõli -
Klooga -
Kloogaranna -
Kobela -
Kodavere -
Kodeste -
Koeru (gemeente) -
Koeru (plaats) -
Koguva -
Kohila (gemeente) -
Kohila (plaats) -
Kohtla (gemeente) -
Kohtla (plaats) -
Kohtla-Järve -
Kohtla-Nõmme -
Koidula -
Kõiguste -
Koitjärve -
Kokõmäe -
Kolga-Jaani (gemeente) -
Kolga-Jaani (plaats) -
Kõljala -
Kolkja -
Koluvere (Lääne-Nigula) -
Konguta -
Kõo (gemeente) -
Kõo (plaats) -
Koolimäe -
Koonga -
Koosa -
Kõpu (gemeente) -
Kõpu (Pärnu) -
Kõpu (Põltsamaa) -
Kõpu (Põhja-Sakala) -
Kõrgessaare -
Kõruse -
Kõruse-Metsaküla -
Kõrveküla (Tartu) -
Kose (gemeente) -
Kose (Kose) -
Kose (Võru) -
Kose-Uuemõisa -
Kostivere -
Krabi -
Krootuse -
Kübassaare -
Kudani -
Kudjape -
Kuivastu -
Kükita -
Kukka -
Külaoru -
Külitse -
Kullamaa (gemeente) -
Kunda -
Kurenurme -
Kurepalu -
Kuressaare -
Kurevere (Saaremaa) -
Kuri -
Kuusalu (gemeente) -
Kuusalu (dorp) -
Kuusalu (vlek) -
Kuusiku (Peipsiääre) -
Kuusiku (Rapla) -
Laagri -
Lääne-Harju -
Lääne-Nigula -
Lääneranna -
Lääne-Saare -
Laekvere (plaats) -
Laeva (plaats) -
Lahe (Peipsiääre) -
Lahe (Põlva) -
Lahepera -
Lähte -
Laiküla -
Laimjala (plaats) -
Laiuse -
Laiusevälja -
Lange -
Laossina -
Lasva (gemeente) -
Lasva (plaats) -
Leevaku -
Lehtma -
Leisi (gemeente) -
Leisi (vlek) -
Lepassaare -
Leppneeme -
Lihula (gemeente) -
Lihula (stad) -
Liiva (Muhu) -
Liiva-Putla -
Lilli-Anne -
Linnaka -
Linnamäe (Võru) -
Linnuse (Muhu) -
Linnuse (Viru-Nigula) -
Lobi -
Lobotka -
Lohusuu -
Loksa -
Lokuta (Türi) -
Lõmala -
Lompka -
Loo -
Loona -
Loone -
Lõpe (Alutaguse) -
Lossiküla -
Lossimäe -
Lõu -
Lubja -
Lüganuse (gemeente) -
Lüganuse (plaats) -
Luguse -
Lüübnitsa -
Luunja (gemeente) -
Luunja (plaats) -
Maardu -
Maasi -
Määvli -
Maidla (Lüganuse) -
Mäksa -
Malvaste -
Mangu -
Männamaa -
Mänspe -
Märja -
Märjamaa (gemeente) -
Märjamaa (plaats) -
Martna -
Meeksi (gemeente) -
Meeksi (plaats) -
Meeri -
Mehikoorma -
Meremäe (plaats) -
Metsakasti -
Miiduranna -
Mikitamäe (gemeente) -
Mikitamäe (plaats) -
Misso (gemeente) -
Misso (plaats) -
Mõisaküla (Muhu) -
Mõisaküla (Viljandimaa) -
Mõisamaa (Märjamaa) -
Mõniste (gemeente) -
Mõniste (plaats) -
Mooste -
Muhu (gemeente) -
Mulgi (gemeente) -
Mustassaare -
Mustjala (plaats) -
Mustla (Viljandi) -
Mustvee (gemeente) -
Mustvee (stad) -
Muuga -
Näpi -
Narva -
Narva-Jõesuu (gemeente) -
Narva-Jõesuu (stad) -
Neemi -
Neemisküla -
Neeruti -
Nina -
Ninase -
Noarootsi -
Nõmme (Haapsalu) -
Nõmme (Rapla) -
Nõmme (Väike-Maarja) -
Nõnova -
Nõo (gemeente) -
Nõo (plaats) -
Norrby -
Nõva (Lääne-Nigula) -
Nõva (Peipsiääre) -
Nurme (Lääneranna) -
Nursi -
Odalätsi -
Olgina -
Olustvere -
Õngu -
Ööriku -
Orava (gemeente) -
Orava (plaats) -
Orissaare (plaats) -
Orjaku -
Osula -
Otepää (gemeente) -
Otepää (stad) -
Otsa -
Päärdu -
Paatsa -
Pada -
Pädaste -
Padise (gemeente) -
Päelda -
Paide -
Paide (gemeente) -
Paidra -
Paikuse -
Paistu (plaats) -
Pajusi -
Pajusti -
Pala -
Palade -
Palamuse (gemeente) -
Palamuse (plaats) -
Paldiski -
Palivere -
Palmse -
Paluküla (Hiiumaa) -
Palupera -
Panga (Saaremaa) -
Paralepa -
Parapalu -
Parksepa -
Parmu -
Pärna (Hiiumaa) -
Pärna (Viru-Nigula) -
Pärnu -
Pärnu (gemeente) -
Pärnu-Jaagupi -
Partsi (Hiiumaa) -
Partsi (Põlva) -
Pedassaare (Haljala) -
Pedassaare (Mustvee) -
Peetri (Järva) -
Peetrimõisa (Viljandi) -
Peipsiääre -
Pidula -
Pihla -
Pihtla -
Piibe -
Piiri (Tartu) -
Plaani -
Plaatsen in Estland -
Podmotsa -
Põhja-Pärnumaa -
Põhja-Sakala -
Pöide (gemeente) -
Pöide (plaats) -
Poka (Kastre) -
Põltsamaa (gemeente) -
Põltsamaa (stad) -
Põlva -
Põlva (gemeente) -
Porkuni -
Porsa -
Pringi (Viimsi) -
Püha (Saaremaa) -
Püha (Saue) -
Pühalepa -
Puhja (gemeente) -
Puhja (plaats) -
Puka -
Purdi -
Purtsa -
Puski -
Putkaste (Hiiumaa) -
Putkaste (Lääne-Nigula) -
Puurmani -
Rääbise -
Raasiku (gemeente) -
Raasiku (plaats) -
Rae (gemeente) -
Rae (plaats) -
Rägavere (Rakvere) -
Rägavere (Tapa) -
Raikküla -
Raja (Mustvee) -
Rakke -
Rakvere -
Rakvere (gemeente) -
Rälby -
Randvere -
Räni -
Rannu (gemeente) -
Rannu (plaats) -
Räpina (gemeente) -
Räpina (stad) -
Rapla (gemeente) -
Rapla (stad) -
Reigi -
Reo -
Reola -
Ridala -
Riguldi -
Rinsi -
Risti (Hiiumaa) -
Risti (Lääne-Nigula) -
Roela -
Rohuküla -
Rõngu (gemeente) -
Rõngu (plaats) -
Rooslepa -
Rõude -
Rõuge (gemeente) -
Rõuge (plaats) -
Rummu -
Rumpo -
Rupsi -
Ruusa -
Ruusmäe -
Saarde (gemeente) -
Saare (gemeente) -
Sääre (Hiiumaa) -
Saare (Lääne-Nigula) -
Sääre (Saaremaa) -
Saare (Tartu) -
Saaremaa (gemeente) -
Saarjärve -
Saatse -
Saku (gemeente) -
Saku (plaats) -
Salinõmme -
Salme (gemeente) -
Salme (plaats) -
Sandra -
Sangaste -
Sänna -
Särevere -
Sarve -
Saue -
Saue (gemeente) -
Sauga (gemeente) -
Saxby -
Selja (Hiiumaa) -
Setomaa -
Siimusti -
Sillamäe -
Sindi -
Sinialliku -
Sinimäe -
Sirgala -
Sõmerpalu -
Sõmeru -
Sookalduse -
Soonlepa -
Soontaga -
Sooviku -
Sõru -
Steden in Estland -
Suure-Jaani (gemeente) -
Suure-Jaani (plaats) -
Suuremõisa (Hiiumaa) -
Suuresadama -
Suur-Randvere -
Sviby -
Taagepera -
Taali -
Tabasalu -
Tabivere -
Taebla (gemeente) -
Taebla (plaats) -
Taevaskoja -
Tagaranna -
Taguküla -
Tahkuna -
Tahkuranna (gemeente) -
Tähtvere (plaats) -
Tallinn -
Tamme (Elva) -
Tammiku (Väike-Maarja) -
Tammistu (Tartu) -
Tamsalu (gemeente) -
Tänassilma (Viljandi) -
Tapa (gemeente) -
Tapa (stad) -
Tartu -
Tarvastu (gemeente) -
Tarvastu (plaats) -
Taterma -
Tehumardi -
Tiheda -
Tihemetsa -
Tila -
Tilga (Elva) -
Tilga (Hiiumaa) -
Tilsi -
Tinnikuru -
Toila (gemeente) -
Toila (plaats) -
Toolamaa -
Tooni -
Tootsi -
Tõravere -
Tori (gemeente) -
Tori (Tori) -
Tori (Türi) -
Torila -
Torma (plaats) -
Tõrva (gemeente) -
Tõrva (stad) -
Tõrvandi -
Tõstamaa (gemeente) -
Tõstamaa (plaats) -
Tubala -
Tuderna -
Tudu -
Tuhala -
Turba -
Türi (gemeente) -
Türi (stad) -
Türi-Alliku -
Tusti (Viljandi) -
Tuudi -
Uhti -
Uhtna -
Ülendi -
Ülenurme (gemeente) -
Ülenurme (plaats) -
Ulila -
Ulvi (Vinni) -
Undva -
Unipiha -
Unukse -
Urvaste (gemeente) -
Urvaste (plaats) -
Uuemõisa (vlek) -
Vaabina -
Väätsa (gemeente) -
Väätsa (plaats) -
Vaemla -
Vägeva -
Vagula -
Vahi -
Vahtrepa -
Väike-Kamari -
Väike-Maarja (gemeente) -
Väike-Maarja (plaats) -
Väimela -
Vaivara (gemeente) -
Vaivara (plaats) -
Valga (gemeente) -
Valga (stad) -
Valgjärve (gemeente) -
Valgjärve (plaats) -
Valgu (Märjamaa) -
Valipe -
Valjala -
Vallapalu -
Valmaotsa -
Vana-Antsla -
Vana-Kastre -
Vana-Kuuste -
Vanamõisa (Haljala) -
Vanamõisa (Jõgeva) -
Vanamõisa (Lääneranna) -
Vanamõisa (Saue) -
Vanamõisa (Viljandi) -
Vana-Roosa -
Vana-Vastseliina -
Vanaveski -
Vändra (gemeente) -
Vändra (plaats) -
Vara -
Varnja -
Värska (gemeente) -
Värska (plaats) -
Varstu -
Vasalemma (gemeente) -
Vastse-Kuuste -
Vastseliina (plaats) -
Vastse-Roosa -
Vasula -
Verijärve -
Veriora (plaats) -
Vidruka -
Vihula -
Viimsi (gemeente) -
Viimsi (plaats) -
Viira (Muhu) -
Viiratsi (gemeente) -
Viiratsi (plaats) -
Viiri -
Viitina -
Viivikonna -
Viki -
Vilivalla (Hiiumaa) -
Vilivalla (Lääne-Harju) -
Viljandi -
Viljandi (gemeente) -
Vinni (gemeente) -
Vinni (plaats) -
Viru-Jaagupi -
Viru-Nigula (gemeente) -
Viru-Nigula (plaats) -
Viti -
Võhma (stad) -
Voldi -
Võnnu -
Võõpsu (Räpina) -
Võõpsu (Setomaa) -
Voore (Mustvee) -
Võru -
Võru (gemeente) -
Võsu

### Aardrijkskunde: Provincies en landstreken
Haanja kõrgustik -
Harilaid (schiereiland) -
Harjumaa -
Hiiumaa -
Ida-Virumaa -
Järvamaa -
Jõgevamaa -
Läänemaa -
Lääne-Virumaa -
Oost-Europees Platform -
Kõpu (schiereiland) -
Pärnumaa -
Petserimaa -
Põlvamaa -
Raplamaa -
Saaremaa (provincie) -
Sõrve (schiereiland) -
Tagamõisa (schiereiland) -
Tartumaa -
Tuhala karstgebied -
Valgamaa -
Viljandimaa -
Võrumaa

### Aardrijkskunde: Straten en pleinen
Katariinasteeg -
Pikk tänav -
Stadhuisplein (Tallinn) -
Tornide Väljak -
Vrijheidsplein (Tallinn)

### Aardrijkskunde: Water
Aalupi -
Ahja (rivier) -
Avijõgi -
Baai van Jausa -
Baai van Matsalu -
Baai van Meelste -
Baai van Soonlepa -
Baai van Tallinn -
Emajõgi -
Finse Golf -
Golf van Riga -
Harkumeer -
Hellamaabaai -
Ilmatsalu (rivier) -
Jägala (rivier) -
Jägala-Piritakanaal -
Jägalawaterval -
Jõelähtme (rivier) -
Karujärv -
Keila (rivier) -
Keilawaterval -
Kõpu (rivier) -
Lahepera järv -
Lämmimeer -
Lõõdla järv -
Meer van Pskov -
Narva (rivier) -
Oostzee -
Pärnu (rivier) -
Pedja (rivier) -
Peipusmeer -
Pirita (rivier) -
Põltsamaa (rivier) -
Pühajärv -
Purdikanaal -
Rivieren in Estland -
Rõngu (rivier) -
Rõuge (rivier) -
Rõuge Suurjärv -
Saadjärv -
Suuremõisa (rivier) -
Tarvasjõgi -
Tuhala (rivier) -
Ülemistemeer -
Vagula järv -
Väimela Alajärv -
Väinameri -
Valastewaterval -
Vaskjala-Ülemistekanaal -
Veisjärv -
Verijärv -
Võhandu -
Vööla meri -
Võrtsjärv

### Aardrijkskunde: Overig
Ahtme -
Baltische staten -
Deense koningstuin -
Dierentuin van Tallinn -
Ehalkivi -
Haabersti -
Heksenbron van Tuhala -
ISO 3166-2:EE -
Järve (Kohtla-Järve) -
Kaali -
Kesklinn (Tallinn) -
Kristiine -
Kukruse linnaosa -
Lasnamäe -
Lauluväljak -
Mustamäe -
Nationaal park Alutaguse -
Nationaal park Karula -
Nationaal park Lahemaa -
Nationaal park Matsalu -
Nationaal park Soomaa -
Nationaal park Vilsandi -
Nationale parken in Estland -
Natuurpark Rabivere -
Natuurreservaat Endla -
Natuurreservaat Liiva-Putla -
Natuurreservaat Põhja-Kõrvemaa -
Nõmme (stadsdistrict) -
Oru linnaosa -
Pirita (stadsdistrict) -
Põhja-Tallinn -
Purekkari neem -
Raadi-begraafplaats -
Sadama -
Sompa linnaosa -
Suur Munamägi -
Tamme-Lauri-eik -
Toompea -
Vanalinn -
Wilg van Rasina

## Cultuur
Agenda Parva -
Apelsin -
Barbara von Tisenhusen -
Bier in Estland -
Bronzen soldaat van Tallinn -
Dierentuin van Tallinn -
Eesti Laul -
Eesti Miss Estonia -
Esten -
Estisch -
Estisch Cultuurkapitaal -
Estische dambond -
Estische Kunstacademie -
Estische Muziek- en Theateracademie -
Estisch kenteken -
Estisch Zangfeest -
Estische Wikipedia -
Estland op het Eurovisiesongfestival -
Estlandzweden -
Estland-Zweeds -
Ests fietsmuseum -
Ests historisch museum -
Ests openluchtmuseum -
Ewert and The Two Dragons -
Grammatica van het Estisch -
Haapsalu Horror & Fantasy Film Festival -
Hogeronderwijsinstellingen in Estland -
Kalevipoeg -
Kama -
Kreisiraadio -
KUMU -
Malcolm Lincoln -
Mandariinid -
Metsatöll -
Miss Baltic Sea -
Molenberg (Angla) -
Mu isamaa, mu õnn ja rõõm -
Mulgi (dialect) -
Nationaal Museum van Estland -
Nationaal Symfonieorkest van Estland -
Neiokõsõ -
Noor-Eesti -
NUKU -
Oeuvre van Eino Tamberg -
Oeuvre van Erkki-Sven Tüür -
Õiglus 2 -
Orde van Bisschop Platon -
Reigi õpetaja -
Ridderorden in Estland -
Ruffus -
Scheepvaartmuseum van Estland -
Seto (taal) -
Soul Militia -
Suntribe -
Talharpa -
Tallinn Legends -
Technische Universiteit Tallinn -
Torupill -
Universiteit van Tallinn -
Universiteit van Tartu -
Universiteitsmuseum van Tartu -
Urban Symphony -
Vanilla Ninja -
Vlag van Estland -
Vlag van Tallinn -
Vlaggen van Estland -
Võro -
Wapen van Estland -
Wapen van Tallinn - 
Wapens van Estische deelgebieden -
Wapens van Estische gemeenten -
Werelderfgoed in Estland -
Zuidestisch

## Economie
Baltic Beverages Holding -
Baltische Tijgers -
Bank van Estland -
Banken in Estland -
Bier in Estland -
Brouwerij A. Le Coq -
Brouwerij Saku -
Brouwerij Viru -
Citadele banka -
A. Le Coq (bier) -
Eesti Energia -
Energiecentrales bij Narva -
Estische euromunten -
Estische kroon -
Hansabank -
Ostmark -
Ostrubel -
Puls (bier) -
Renard (motorfiets) -
Saku (bier) -
SEB Pank -
Selver -
Skandinaviska Enskilda Banken -
Swedbank -
Vihur -
Žiguli

## Gebouwen en monumenten
AHHAA -
Alexander Nevski-kathedraal -
Bastiontunnels van Tallinn -
Bronzen soldaat van Tallinn -
Dikke Margareta -
Dom van Tallinn -
Dom van Tartu -
Ehalkivi -
Elisabethkerk (Pärnu) -
Estische Kunstacademie -
Estische Muziek- en Theateracademie -
Ests historisch museum -
Grote gildehal (Tallinn) -
Heilige Geestkerk (Tallinn) -
Hermansburcht -
Huis van de Estlandse Ridderschap -
Kadriorgpaleis -
Kassari-kapel -
Kasteel Alatskivi -
Kasteel Haapsalu -
Kasteel Kuressaare -
Kasteel Maarjamäe -
Kasteel Palmse -
Kasteel Taagepera -
Kerk van Harju-Risti -
Kiek in de Kök -
Kiipsaare -
KUMU -
Kuremäeklooster -
Lange Herman -
Lennusadam -
Linnahal -
Maarjamäe-monument -
Mikkelmuseum -
Molenberg (Angla) -
Monument van de Onafhankelijkheidsoorlog (Äksi) -
Museum van de bezetting -
Narva-tank -
Nationaal Museum van Estland -
Nationale Bibliotheek van Estland -
Nationale Opera Estonia -
Natuurhistorisch museum van Tartu -
NUKU -
Oude Sint-Jansbegraafplaats (Tartu) -
Overwinningskolom van de Onafhankelijkheidsoorlog -
Patarei-gevangenis -
Piritaklooster -
Raadi-begraafplaats -
Raadsapotheek -
Radisson Blu Hotel Olümpia -
Russalkamonument -
Saku Suurhall -
Sint-Janskerk (Tallinn) -
Sint-Nicolaaskerk (Tallinn) -
Sint-Olafkerk -
Sokos Hotel Viru -
Speelgoedmuseum van Tartu -
Stadhuis van Tallinn -
Stadsmuur van Tallinn -
Stedelijk museum van Tallinn -
Stenbockhuis -
Toompeakasteel -
Televisietoren van Tallinn -
Virupoort -
Vuurtoren van Keri -
Vuurtoren van Kõpu -
Vuurtoren van Sõrve -
Vuurtoren van Vormsi -
Werelderfgoed in Estland -
Zwarthoofdenhuis (Tallinn)

## Geschiedenis
Autonoom gouvernement Estland -
Baltische Duitsers -
Baltische gouvernementen -
Baltische Weg -
Beleg van Tartu (1224) -
Beleg van Wesenberg -
Duitse Orde -
Duitse Ordestaat -
Estische kroon -
Estische Onafhankelijkheidsoorlog -
Estische Socialistische Sovjetrepubliek -
Estland (gebied) -
Estlandzweden -
Estland-Zweeds -
Gemeenschap van Arbeiders van Estland -
Geschiedenis van Estland -
Grote Noordse Oorlog -
Gouvernement Estland -
Hertogdom Estland (1220-1346) -
Hertogdom Estland (1561-1721) -
Hertogdom Lijfland -
Kroniek van Hendrik van Lijfland -
Kundacultuur -
Landgoed Torgu -
Lijfland -
Lijflandse Confederatie -
Lijflandse Oorlog -
Lijflandse Orde -
Molotov-Ribbentroppact -
Narvacultuur -
Narva-tank -
Ober-Ost -
Operatie Albion -
Opperste Sovjet van de Estse Socialistische Sovjetrepubliek -
Opstand van Sint-Jorisnacht -
Orde van de Zwaardbroeders -
Ostmark -
Ostrubel -
Petserimaa -
Petsjory -
Prinsbisdom Dorpat -
Prinsbisdom Ösel-Wiek -
Rahvarinne -
Republiek Estland (1918-1940) -
Resolutie 709 Veiligheidsraad Verenigde Naties -
Rijkscommissariaat Ostland -
Russisch-Zweedse Oorlog (1656-1658) -
Slag bij Dorpat -
Slag bij Erastvere -
Slag bij Lihula -
Slag bij Lyndanisse -
Slag bij Narva (1700) -
Slag om Narva (1704) -
Slag op het IJs -
Staatshoofden van Estland -
Staatsoudste van Estland -
Tsjoeden -
Vaivara (concentratiekamp) -
Verdrag van Valiesar -
Verenigd Baltisch Hertogdom -
Vrede van Brest-Litovsk -
Vrede van Kardis -
Vrede van Nystad -
Vrede van Tartu -
Woudbroeders -
Zingende revolutie -
Zweeds Estland -
Zweeds Lijfland

## Media
Eesti Ekspress -
Eesti Päevaleht -
Eesti Rahvusringhääling -
Eesti Televisioon -
Postimees

## Personen

### Personen: Criminaliteit
Herman Simm

### Personen: Cultuur
Els Aarne -
Evald Aav -
Amandus Adamson -
Stefan Airapetjan -
Betti Alver -
Vladimir Beekman -
Dave Benton -
Ben Berlin -
Tony Blackplait -
Gregor von Bochmann -
Elina Born -
Camille Camille -
Eugen Dücker -
Heino Eller -
Gustav Ernesaks -
Eda-Ines Etti -
Nikolai von Glehn -
Rolf Gohs -
Maarja-Liis Ilus -
Getter Jaani -
Johann Voldemar Jannsen -
Neeme Järvi -
Piret Järvis -
Tõnu Kaljuste -
Jaan Kaplinski -
Artur Kapp -
Alfred Karindi -
Carmen Kass -
Rein Kelpman -
Kerli -
Triinu Kivilaan -
Eri Klas -
Lydia Koidula -
Johann Köler -
Cyrillus Kreek -
Friedrich Reinhold Kreutzwald -
Jaan Kross -
Lenna Kuurmaa -
Urmas Lattikas -
Artur Lemba -
Ott Lepland -
Juhan Liiv -
Ivo Linna -
Oskar Luts -
Ester Mägi -
Konrad Mägi -
Mait Malmsten -
Marko Matvere -
Lennart Meri -
Tatjana Mihhailova-Saar -
Carl Timoleon von Neff -
Sandra Nurmsalu -
Birgit Õigemeel -
Tõnu Õnnepalu -
Johannes Pääsuke -
Tanel Padar -
Priit Pärn -
Karl Pärsimägi -
Arvo Pärt -
Annely Peebo -
Kristjan Jaak Peterson -
Mirtel Pohla -
Laura Põldvere -
Kaljo Põllu -
Jüri Pootsmann -
Mart Port -
Kaljo Raid -
Priit Raik -
Stig Rästa -
Ingrid Rüütel -
Mart Saar -
Evelin Samuel -
Janika Sillamaa -
Urmas Sisask -
Katrin Siska -
Michel Sittow -
Peeter Süda -
Gustav Suits -
Lepo Sumera -
Anu Tali -
Eino Tamberg -
Anton Hansen Tammsaare -
Doris Tislar -
Rudolf Tobias -
Koit Toome -
Veljo Tormis -
Eduard Tubin -
Helena Tulve -
Erkki-Sven Tüür -
Marie Under -
Arbo Valdma -
Arvo Valton -
Johannes Vares -
Eduard Vilde -
Silvi Vrait -
Edgar de Wahl -
Irina Zahharenkova

### Personen: Denksport
Viktoria Baškite -
Jaan Ehlvest -
Tatyana Fomina -
Meelis Kanep -
Paul Keres -
Kaido Külaots -
Brait Lelumees -
Vladas Mikenas -
Tõnu Õim -
Lembit Oll - 
Leili Pärnpuu - 
Mikhail Rytshagov -
Tarvo Seeman -
Olav Sepp -
Igor Švõrjov -
Vladimir Zavoronkov -
Sergei Zjukin

### Personen: Leger en paramilitairen
Johan Laidoner - 
Arnold Meri -
August Sabbe

### Personen: Politiek
Hardo Aasmäe -
Andrus Ansip -
Jaan Anvelt -
Toomas Hendrik Ilves -
Kersti Kaljulaid -
Marina Kaljurand -
Kaja Kallas -
Siim Kallas -
Viktor Kingissepp -
Peeter Kreitzberg -
Mart Laar - 
Lennart Meri -
Marianne Mikko -
Sven Mikser -
Erki Nool -
Kristiina Ojuland -
Ivari Padar -
Urmas Paet -
Juhan Parts -
Konstantin Päts -
Keit Pentus-Rosimannus -
Ants Piip -
Mirtel Pohla -
Jaan Poska -
Jüri Ratas -
August Rei -
Taavi Rõivas -
Arnold Rüütel -
Edgar Savisaar -
Vilja Savisaar-Toomast -
Mart Siimann -
Lepo Sumera -
Andres Tarand -
Jaan Teemant -
Jaan Tõnisson -
Yana Toom -
Tiit Vähi -
Vaino Väljas -
Johannes Vares

### Personen: Religie
Aleksi II van Moskou -
Edgar Hark -
Philippe Jourdan -
Jaan Kiivit jr. -
Jaan Kiivit sr. -
Platon Kulbusch -
Otto Wilhelm Masing -
Kuno Pajula -
Kaljo Raid -
Alfred Tooming -
Theoderik van Treyden

### Personen: Sport
Urmo Aava -
Triin Aljand -
Rauno Alliku -
Mihkel Aksalu - 
Marko Albert -
Viktor Alonen -
Saskia Alusalu -
Maret Ani -
Aivar Anniste - 
Ants Antson -
Marko Asmer -
Andrus Aug -
Lauri Aus -
Alo Bärengrub - 
Alo Dupikov -
Eduard Ellman-Eelma -
Heino Enden -
Elena Glebova -
Urmas Hepner -
Enar Jääger -
Gert Jõeäär -
Ernst-Aleksandr Joll - 
Markus Jürgenson -
Martin Kaalma -
Harald Kaarman -
Elmar Kaljot -
Kaia Kanepi -
Tanel Kangert -
Gerd Kanter -
Tarmo Kink -
Urmas Kirs -
Jaan Kirsipuu -
Dzintar Klavan -
Ragnar Klavan -
Anett Kontaveit -
Artur Kotenko -
Valmo Kriisa -
Kalle Kriit -
Marko Kristal -
Dmitri Kruglov -
Mart Laga -
August Lass -
Marek Lemsalu -
Tanel Leok -
Joel Lindpere -
Jaak Lipso -
Pavel Londak -
Jaak Mae -
Rasmus Mägi -
Innar Mändoja -
René Mandri -
Markko Märtin -
Marko Meerits -
Madis Mihkels -
Heiki Nabi -
Tarmo Neemelo -
Erki Nool -
Jevgeni Novikov -
Tiiu Nurmberg -
Henrik Ojamaa -
Mart Ojavee -
Indro Olumets -
Andres Oper -
Heinrich Paal -
Sergei Pareiko - 
Stanislav Pedõk - 
Andres Petrov -
Arnold Pihlak -
Raio Piiroja -
Mart Poom -
Sander Post -
Igor Prins -
Ats Purje -
Aleksandr Puštov -
Erki Pütsep -
Lembit Rajala -
Martin Reim -
Bernhard Rein -
Diana Rennik -
Tarmo Rüütli -
Aleksei Saks -
Siim-Tanel Sammelselg -
Erko Saviauk - 
Andrei Sidorenkov - 
Otto Silber -
Kelly Sildaru -
Kristina Šmigun-Vähi -
Tiit Sokk -
Rein Taaramäe -
Aleksander Tammert -
Ott Tänak -
Mart Tiisaar -
Toomas Tohver -
Janek Tombak -
Grete Treier - 
Jane Trepp -
Oskar Üpraus -
Jaak Uudmäe -
Hugo Väli -
Andrus Värnik -
Konstantin Vassiljev - 
Andrus Veerpalu -
Rain Vessenberg -
Karel Voolaid -
Martin Vunk -
Vjatšeslav Zahovaiko - 
Indrek Zelinski -
Jürgen Zopp

### Personen: Wetenschap
Johannes Aavik -
Paul Ariste -
Karl Ernst von Baer -
Karl von Ditmar -
Moses Wolf Goldberg -
Ivan Kondakov -
Heinrich Lenz -
Otto Wilhelm Masing -
Uno Mereste -
Erast Parmasto -
Ingrid Rüütel -
Franz Anton Schiefner -
Alexander von Staël-Holstein -
Ivar Karl Ugi -
Edgar de Wahl

## Politiek en bestuur
Alevvald -
Bestuurlijke indeling van Estland -
Conservatieve Volkspartij van Estland -
Eesti Keskerakond -
Eesti Reformierakond -
Eestimaa Ühendatud Vasakpartei -
Estische Communistische Partij -
Estische gemeente -
Gemeenten in Estland -
Indeling van plaatsen in Estland -
Isamaa ja Res Publica Liit -
ISO 3166-2:EE -
Kabinet-Ansip I -
Kabinet-Ansip II -
Kabinet-Ansip III -
Kabinet-Siim Kallas -
Kabinet-Parts -
Kabinet-Rõivas I -
Kabinet-Kaja Kallas I - 
Kabinet-Kaja Kallas II -
Kabinetten van Estland -
Ministerie van Binnenlandse Zaken -
Ministerie van Buitenlandse Zaken -
Ministerie van Financiën -
Ministeries van Estland -
Opperste Sovjet van de Estse Socialistische Sovjetrepubliek -
Politiek in Estland -
Premiers van Estland -
Provincies van Estland -
Rahvarinne -
Riigikogu -
Sociaaldemocratische Partij -
Staatshoofden van Estland -
Staatsoudste van Estland -
Volksunie van Estland

## Rampen
Estische rampen -
Estonia (schip, 1980)

## Religie
Apostolische administratie Estland -
Estische Apostolisch-Orthodoxe Kerk -
Estische Evangelisch-Lutherse Kerk -
Islam in Estland -
Katholieke Kerk in Estland -
Orde van Bisschop Platon

## Sport
SK 10 Tartu -
FC Ajax Lasnamäe -
Aruküla SK -
Baltische Beker -
Betaaldvoetbalclubs in Estland -
A. Le Coq Arena -
JK Dünamo Tallinn -
Eesti Käsipalliliit -
Eesti Lauatenniseliit -
Eesti Sulgpalliliit -
Eesti Tennise Liit -
Eesti Uisuliit -
FC Elva -
Esiliiga -
Esiliiga 2006 -
Esiliiga 2014 -
Esiliiga B -
Estisch basketbalteam (mannen) -
Estisch basketbalteam (vrouwen) -
Estisch curlingteam (mannen) -
Estisch curlingteam (vrouwen) -
Estisch honkbalteam -
Estisch kampioenschap wielrennen op de weg -
Estisch voetbalelftal -
Estisch voetbalelftal (vrouwen) -
Estische kampioenschappen schaatsen allround -
Estische supercup -
Estische voetbalbeker -
Estische voetbalbond -
Estland op de Olympische Spelen -
Estland op de Paralympische Spelen -
Estonia Tallinn -
FC Flora Tallinn -
FA Tartu Kalev -
GP SEB Tartu -
GP Tallinn-Tartu -
Hiiustadion -
HÜJK Emmaste -
Hõbepall -
II liiga -
III liiga -
IV liiga -
FC Infonet -
Interlands Estisch voetbalelftal 1920-1929 -
Interlands Estisch voetbalelftal 1930-1939 -
Interlands Estisch voetbalelftal 1940-1949 -
Interlands Estisch voetbalelftal 1990-1999 -
Interlands Estisch voetbalelftal 2000-2009 -
Interlands Estisch voetbalelftal 2010-2019 -
Jõhvi FC Lokomotiv -
Kadriorustadion -
BC Kalev Tallinn -
JK Kalev Tallinn -
Kalevi Keskstaadion -
Kalevi Spordihall -
HC Kehra -
Kiiken -
SK Kiviõli Tamme Auto -
Kohtla-Järve JK Järve -
FC Kuressaare -
Läänemaa JK -
FC Lantana Tallinn -
FC Levadia Tallinn -
Linnastaadion -
Maardu Linnameeskond -
Meistriliiga -
Meistriliiga 2006 -
Meistriliiga 2009 -
Meistriliiga 2012 -
Meistriliiga 2013 -
Meistriliiga 2014 -
Meistriliiga 2023 -
Naiste Meistriliiga -
Narva Kreenholmi Staadion -
Nederlanders in het Estische voetbal -
JK Nõmme Kalju -
FC Nõmme United -
FC Norma Tallinn -
Paide Linnameeskond -
Paide Ühisgümnaasiumi staadion -
Pärnu JK -
Pärnu JK Vaprus -
Pärnu Rannastaadion -
FC Puuma -
Rakvere JK Tarvas -
Ronde van Estland (mannen) - 
Ronde van Estland (vrouwen) -
FC Santos Tartu -
JK Sillamäe Kalev -
Spelers van het Estische voetbalelftal -
Sillamäe Kalevi Staadion -
JK Tabasalu -
FC Tallinn -
Tallinna JK Legion -
Tallinna Sadam -
SK Tallinna Sport -
Tamme Staadion -
JK Tammeka Tartu -
Tennis in Estland -
JK Tervis Pärnu -
JK Trans Narva -
JK Tulevik Viljandi -
FC TVMK Tallinn -
Vändra JK Vaprus -
FC Viljandi -
Viljandi linnastaadion -
Voetballer van het jaar -
Voetbalstadions -
Vriendschappelijke interlands Estisch voetbalelftal -
FC Warrior Valga - 
Zeilen op de Olympische Zomerspelen 1980

## Vervoer
Aero Airlines -
Avies -
Baltisch Station -
Edelaraudtee -
Eesti Raudtee -
Elron -
Estisch kenteken -
Estonian Air -
GoRail -
Hoofdwegen -
Lennart Meri Tallinn Airport -
Luchthaven Kärdla -
Luchthaven Kuressaare -
Luchthaven Tartu -
Luhamaa -
Nordica -
Rail Baltica -
Secundaire wegen -
Spoorlijn Klooga-Kloogaranna -
Spoorlijn Sonda-Mustvee -
Spoorlijn Tallinn-Narva -
Spoorlijn Tallinn-Paldiski -
Spoorlijn Tapa-Tartu -
Spoorlijn Tartu-Petsjory -
Spoorlijn Valga-Petsjory -
Spoorwegen in Estland -
Station Aegviidu -
Station Aruküla -
Station Auvere -
Station Hiiu -
Station Jäneda -
Station Järve -
Station Jõhvi -
Station Kabala -
Station Kadrina -
Station Kehra -
Station Keila -
Station Kitseküla -
Station Kivimäe -
Station Kiviõli -
Station Klooga -
Station Klooga-Aedlinn -
Station Klooga-Ranna -
Station Kohtla -
Station Kohtla-Nõmme -
Station Kulli -
Station Laagri -
Station Lagedi -
Station Lahinguvälja -
Station Laoküla -
Station Lehtse -
Station Lilleküla -
Station Mustjõe -
Station Narva -
Station Nelijärve -
Station Niitvälja -
Station Nõmme -
Station Oru -
Station Pääsküla -
Station Padula -
Station Paldiski -
Station Parila -
Station Põllküla -
Station Püssi -
Station Raasiku -
Station Rahumäe -
Station Rakvere -
Station Saue -
Station Soldina -
Station Sonda -
Station Tallinn-Väike -
Station Tapa -
Station Tondi -
Station Ülemiste -
Station Urda -
Station Vaivara -
Station Valingu -
Station Vesse -
Tram van Tallinn -
Wegen in Estland

## Wetenschap
AHHAA -
Botanische Tuin van Tallinn -
Botanische tuin van Tartu -
Geodetische boog van Struve -
Hogeronderwijsinstellingen in Estland -
ISO 3166-2:EE -
Natuurhistorisch museum van Tartu -
Technische Universiteit Tallinn -
Universiteit van Tallinn -
Universiteit van Tartu